# Xanthorhoe stricta
Xanthorhoe stricta là một loài bướm đêm trong họ Geometridae.